# Barrundia
Barrundia är en kommun i Spanien. Den ligger Álavaprovinsen i södra delen av den autonoma regionen Baskien i norra delen av landet, 290 km norr om huvudstaden Madrid. Antalet invånare är 879 (2024). Arean är 97,30 kvadratkilometer. Barrundia gränsar till Dulantzi / Alegría, Donemiliaga / San Millán, Agurain / Salvatierra, Iruraiz-Gauna, Burgelu / Elburgo, Vitoria-Gasteiz, Leintz-Gatzaga, Eskoriatza, Aretxabaleta och Oñati. 